# Тунгурауа (провинция)
Тунгурауа (на испански: Tungurahua) е една от 24-те провинции на южноамериканската държава Еквадор. Разположена е в централната част на страната. Общата площ на провинцията е 3369,40 км², а населението е 584 100 жители (по изчисления за 2019 г.). Провинцията е разделена на 9 кантона, някои от тях са:
1. Амбато
2. Патате
3. Пелилео